# Джерельне (Пологівський район)
Джерельне (до 2016 року — Ульяновка) — село в Україні, у Пологівському районі Запорізької області. Населення становить 421 осіб. До 2018 орган місцевого самоврядування — Басанська сільська рада.

## Географія
Село Джерельне знаходиться на березі річки Ожерельна (притока Кінської), уздовж якої село витягнуто на 14 км, на відстані 4 км розташоване село Басань та за 5 км — місто Пологи. Річка місцями пересихає, на ній зроблено кілька загат. Через село проходять автомобільні дороги Н08 і Т 0401.

## Історія
1914 — дата заснування.
Село було внесено до переліку населених пунктів, які потрібно перейменувати згідно із законом «Про засудження комуністичного та націонал-соціалістичного (нацистського) тоталітарних режимів в Україні та заборону пропаганди їхньої символіки».
12 червня 2020 року, відповідно до розпорядження Кабінету Міністрів України № 713-р «Про визначення адміністративних центрів та затвердження територій територіальних громад Запорізької області», увійшло до складу Пологівської міської громади.
19 липня 2020 року, в результаті адміністративно-територіальної реформи та ліквідації  Пологівського(1923-2020) району увійшло до складу новоутвореного Пологівського району.
22 червня 2023 року рішенням Національної комісії зі стандартів державної мови віднесено до списку населених пунктів, які «можуть не відповідати лексичним нормам української мови», зокрема стосуватися «російської імперської чи колоніальної політики». Громаді рекомендовано запропонувати нову назву в установленому законодавством порядку.
5 червня 2025 року Постановою Верховної Ради України № 4483-ІХ «Про перейменування окремих населених пунктів, назви яких містять символіку російської імперської політики або не відповідають стандартам державної мови» село Ожерельне перейменовано на Джерельне. 18 червня 2025 року перейменування набуло чинності.

## Населення

### Мова
Розподіл населення за рідною мовою за даними перепису 2001 року:
| Мова            | Кількість | Відсоток |
| --------------- | --------- | -------- |
| українська      | 395       | 93.82%   |
| російська       | 23        | 5.46%    |
| грецька         | 1         | 0.24%    |
| румунська       | 1         | 0.24%    |
| інші/не вказали | 1         | 0.24%    |
| Усього          | 421       | 100%     |